# Turgi

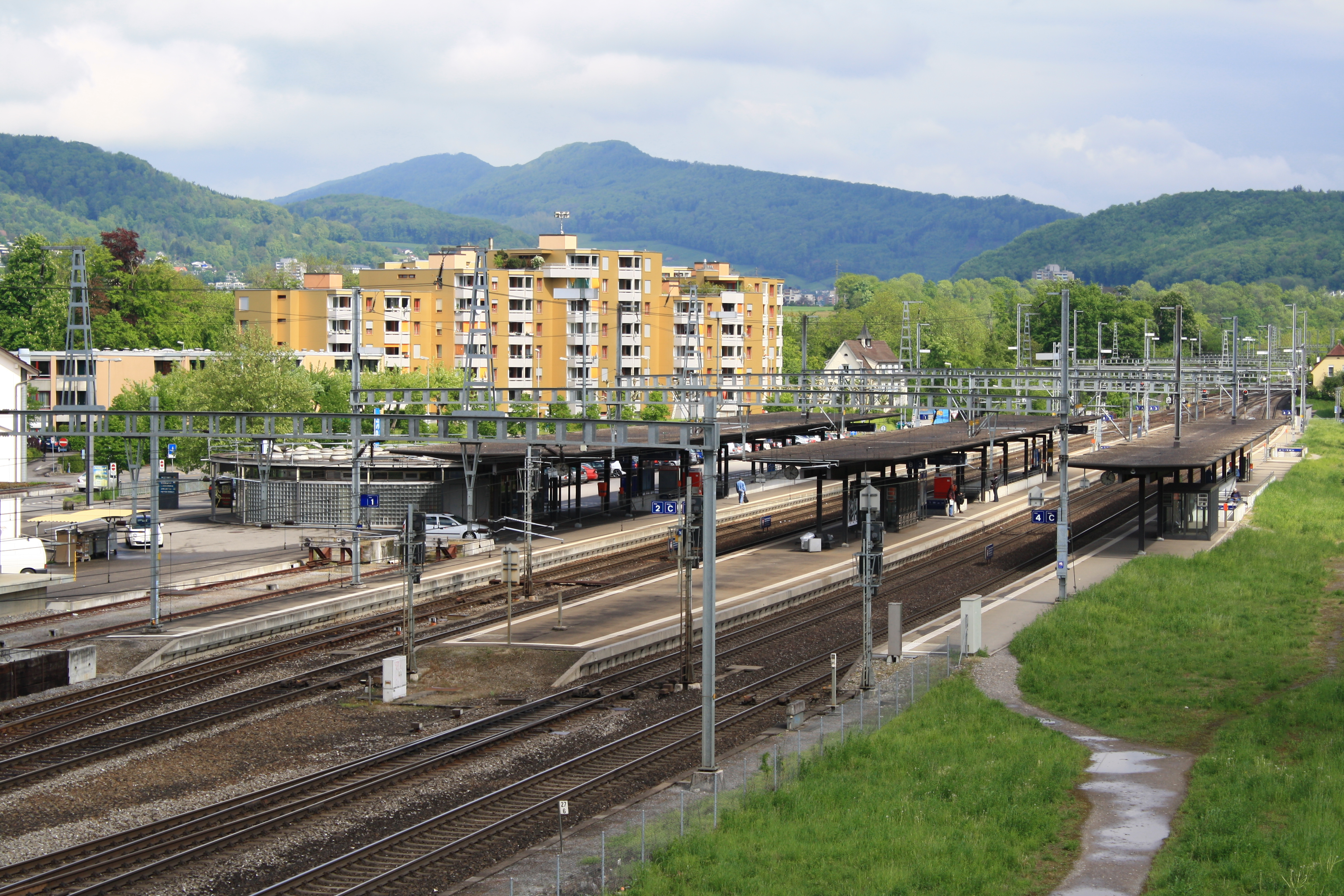
Järnvägsstationen i Turgi.

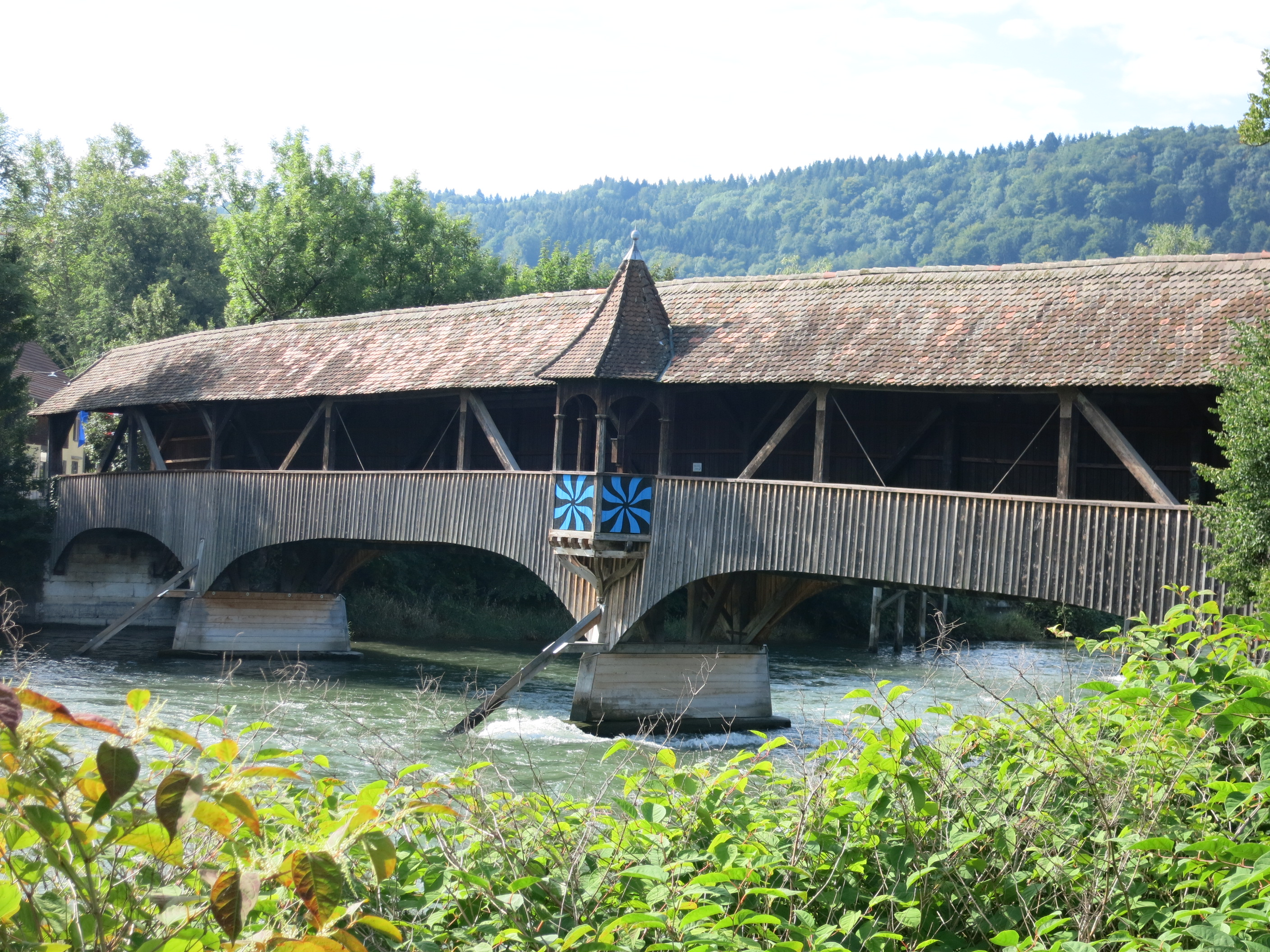
Gammal bro över floden Limmat.

Turgi är en ort och kommun i distriktet Baden i kantonen Aargau, Schweiz. Kommunen har 2 972 invånare (2021).